# Тезгари-Поён
Тезгари-Поён (тадж. Тезгари Поён) — село в районе Рудаки Республики Таджикистан. Входит в состав джамоата (сельской общины) Гулистон района Рудаки.
Находится недалеко от г. Душанбе, на расстоянии 26 км от райцентра (пгт. Сомониён) и 6 км от центра общины (село Гулистон).
Население — 3144 чел. (2017).